# 南龍達訥山脈
南龍達訥山脈（挪威語：Sør-Rondane）是南極洲的山脈，位於南極大陸東部的毛德皇后地，全長160公里，最高點海拔高度3,400米，該山脈在1937年2月6日被挪威探險隊發現。
72°0′S 25°0′E / 72.000°S 25.000°E